# Ангелбург
Ангелбург (њем. Angelburg) општина је у њемачкој савезној држави Хесен. Једно је од 22 општинска средишта округа Марбург-Биденкопф. Према процјени из 2010. у општини је живјело 3.580 становника. Посједује регионалну шифру (AGS) 6534002.

## Географија
Ангелбург се налази у савезној држави Хесен у округу Марбург-Биденкопф. Општина се налази на надморској висини од 381 метра. Површина општине износи 16,7 km². У самом мјесту је, према процјени из 2010. године, живјело 3.580 становника. Просјечна густина становништва износи 214 становника/km².